# 국도 제85호선 (미국)
미국 85번 국도(U.S. Route 85, US 85)는 텍사스주 엘패소에서 노스다코타주 포튜나에 있는 미국-캐나다 국경까지 이어지는 미국의 일반 국도다.